# Михайлюта, Олег Игоревич
Олег Игоревич Михайлюта (укр. Олег Ігорович Михайлюта; род. 27 марта 1974, Харьков) — украинский музыкант и продюсер, вокалист группы ТНМК.

## Биография
Родился 27 марта 1974 года в Харькове. В детстве занимался музыкой.
Имеет высшее музыкальное образование, окончил Харьковскую государственную консерваторию по классу фагота. В группу ТНМК пришёл в ноябре 1996 года. Ранее выступал в коллективах «Казма-Казма», «Альфонс где Монфруа», «S.Y.D.». В группе занимает должность звукового продюсера и аранжировщика.
Помимо музыкальной деятельности выступает как актер дубляжа, среди прочих, озвучивал Джонни Деппа в украинском дубляже серии фильмов «Пираты Карибского моря». Занимался музыкальным оформлением легендарного тележурнала «Каламбур». Хобби — путешествия, фотография, автогонки.
В 2013 году принимал участие в экстремально спортивно-розвлекательном проекте «Вышка» по формату Celebrity Splash на 1+1.
В 2021 году участвовал в теле-проекте «Танцы со звёздами».
28 февраля 2022 года, с началом российского вторжения в Украину, записался в ряды территориальной обороны ВСУ. В августе 2022 года награжден орденом За мужество III степени..

## Фильмография
1. 2017 — «Сторожевая застава» — дозорный города Римова[4] (так же исполнил «Мантру» из финальных титров фильма, которая вошла в саундтрек к фильму)[5]